# Ramón Gómez de la Serna

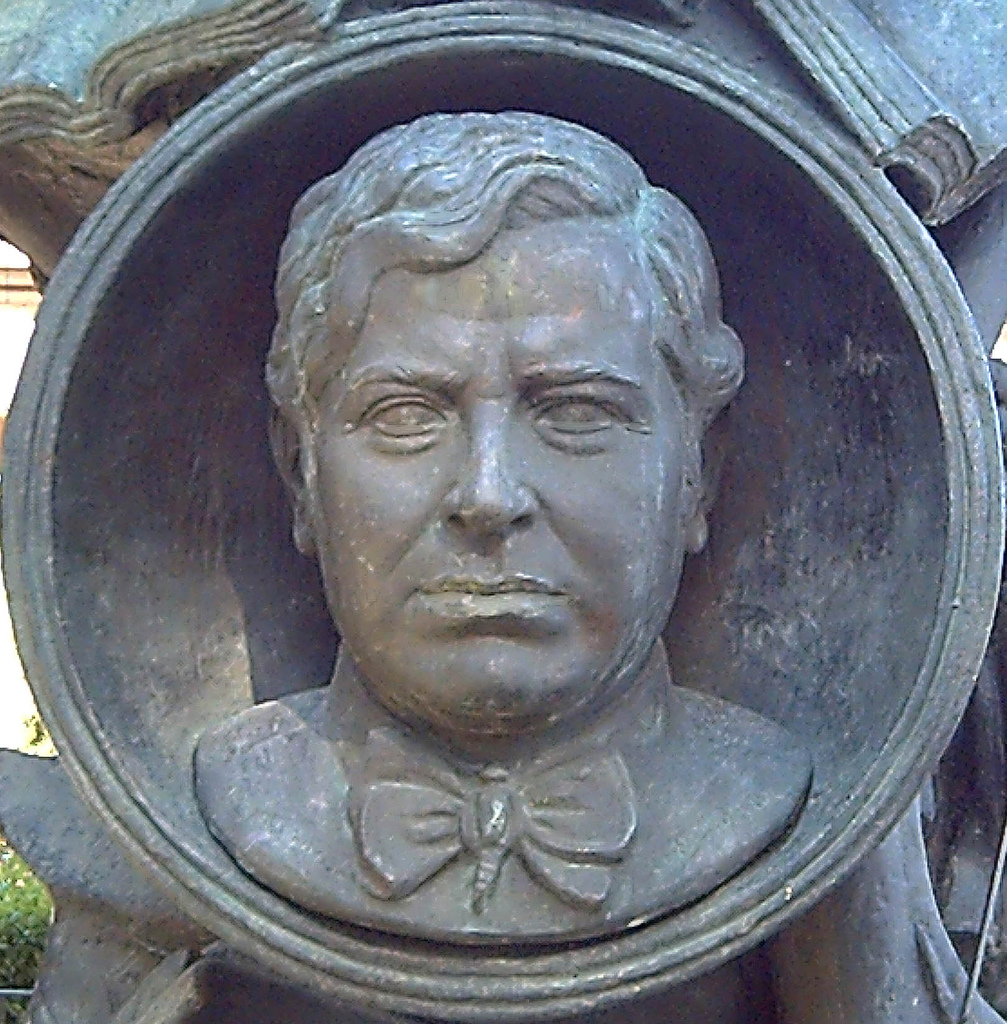
Bronsbyst av Ramón Gómez de la Serna.

Ramón Gómez de la Serna,  född 5 juli 1888 i Madrid, död 12 januari 1963 i Buenos Aires, var en spansk författare och dramatiker.
Serna var speciellt känd för "Greguerías" – en kort form av poesi som kan liknas vid komedins "oneliner". Gregueria är speciellt bra på att ge ett nytt och ofta humoristiskt perspektiv. Serna publicerade över 90 verk i alla litterära genrer. Han blev inbjuden till Buenos Aires 1933 och han stannade där under spanska inbördeskriget och Francisco Francos regim som följde.